# Чемпионат Европы по футболу 2024 (отборочный турнир, группа B)
Группа B отборочного турнира чемпионата Европы по футболу 2024 — одна из десяти групп для определения команд, которые примут участие в основной стадии чемпионата в Германии. В группу B попали пять сборных: Гибралтар, Греция, Ирландия, Нидерланды и Франция. Команды сыграют друг с другом дома и в гостях в 2 круга.
Сборные, занявшие первые два места, выйдут в финальную часть чемпионата. Участники плей-офф будут определены на основе их выступления в Лиге наций 2022/2023.

## Турнирная таблица
| Поз | Команда    | И | В | Н | П | МЗ | МП | РМ  | О  | Квалификация                        |     | Франция | Нидерланды | Греция | Ирландия | Гибралтар |
| --- | ---------- | - | - | - | - | -- | -- | --- | -- | ----------------------------------- | --- | ------- | ---------- | ------ | -------- | --------- |
| 1   | Франция    | 8 | 7 | 1 | 0 | 29 | 3  | +26 | 22 | Квалификация в финальный раунд      |     | —       | 4:0        | 1:0    | 2:0      | 14:0      |
| 2   | Нидерланды | 8 | 6 | 0 | 2 | 17 | 7  | +10 | 18 | Квалификация в финальный раунд      |     | 1:2     | —          | 3:0    | 1:0      | 3:0       |
| 3   | Греция     | 8 | 4 | 1 | 3 | 14 | 8  | +6  | 13 | Сборная участвует в стыковых матчах |     | 2:2     | 0:1        | —      | 2:1      | 5:0       |
| 4   | Ирландия   | 8 | 2 | 0 | 6 | 9  | 10 | −1  | 6  |                                     |     | 0:1     | 1:2        | 0:2    | —        | 3:0       |
| 5   | Гибралтар  | 8 | 0 | 0 | 8 | 0  | 41 | −41 | 0  |                                     | 0:3 | 0:6     | 0:3        | 0:4    | —        |           |

## Матчи
Список матчей был опубликован УЕФА 10 октября 2022 года. Время указано в CET/CEST. Местное время, если отличается, указано в скобках.
| Франция                                       | 4:0     | Нидерланды |
| --------------------------------------------- | ------- | ---------- |
| - Гризманн 2′ - Упамекано 8′ - Мбаппе 21′ 88′ | (отчёт) |            |

| Гибралтар | 0:3     | Греция                                     |
| --------- | ------- | ------------------------------------------ |
|           | (отчёт) | - Масурас 11′ - Сиопис 45′ - Бакасетас 58′ |

| Нидерланды                | 3:0     | Гибралтар |
| ------------------------- | ------- | --------- |
| - Депай 23′ - Аке 50′ 82′ | (отчёт) |           |

| Ирландия | 0:1     | Франция   |
| -------- | ------- | --------- |
|          | (отчёт) | Павар 50′ |

| Гибралтар | 0:3     | Франция                                            |
| --------- | ------- | -------------------------------------------------- |
|           | (отчёт) | - Жиру 3′ - Мбаппе 45+3′ (пен.) - Муэли 78′ (авт.) |

| Греция                               | 2:1     | Ирландия    |
| ------------------------------------ | ------- | ----------- |
| - Бакасетас 15′ (пен.) - Масурас 49′ | (отчёт) | Коллинз 29′ |

| Франция           | 1:0     | Греция |
| ----------------- | ------- | ------ |
| Мбаппе 55′ (пен.) | (отчёт) |        |

| Ирландия                                   | 3:0     | Гибралтар |
| ------------------------------------------ | ------- | --------- |
| - Джонстон 52′ - Фергюсон 59′ - Айда 90+2′ | (отчёт) |           |

| Франция                   | 2:0     | Ирландия |
| ------------------------- | ------- | -------- |
| - Чуамени 19′ - Тюрам 48′ | (отчёт) |          |

| Нидерланды                              | 3:0     | Греция |
| --------------------------------------- | ------- | ------ |
| - де Рон 17′ - Гакпо 31′ - Вегхорст 39′ | (отчёт) |        |

| Греция                                               | 5:0     | Гибралтар |
| ---------------------------------------------------- | ------- | --------- |
| - Пелкас 9′ - Мавропанос 23′ 83′ - Масурас 70′ 90+1′ | (отчёт) |           |

| Ирландия         | 1:2     | Нидерланды                        |
| ---------------- | ------- | --------------------------------- |
| - Айда 4′ (пен.) | (отчёт) | - Гакпо 19′ (пен.) - Вегхорст 56′ |

| Нидерланды    | 1:2     | Франция         |
| ------------- | ------- | --------------- |
| - Хартман 83′ | (отчёт) | - Мбаппе 7′ 53′ |

| Ирландия | 0:2     | Греция                         |
| -------- | ------- | ------------------------------ |
|          | (отчёт) | - Якумакис 20′ - Масурас 45+4′ |

| Гибралтар | 0:4     | Ирландия                                                 |
| --------- | ------- | -------------------------------------------------------- |
|           | (отчёт) | - Фергюсон 8′ - Джонстон 28′ - Доэрти 60′ - Робинсон 80′ |

| Греция | 0:1     | Нидерланды              |
| ------ | ------- | ----------------------- |
|        | (отчёт) | - ван Дейк 90+3′ (пен.) |

| Франция | 14:0    | Гибралтар |
| --- | ------- | --------- |
| - Сантос 3′ (авт.) - Тюрам 4′ - Заир-Эмри 16′ - Мбаппе 30′ (пен.) 74′ 82′ - Клосс 34′ - Коман 36′ 65′ - Фофана 37′ - Рабьо 63′ - Дембеле 73′ - Жиру 89′ 90+1′ | (отчёт) |           |

| Нидерланды     | 1:0     | Ирландия |
| -------------- | ------- | -------- |
| - Вегхорст 12′ | (отчёт) |          |

| Гибралтар | 0:6     | Нидерланды                                                     |
| --------- | ------- | -------------------------------------------------------------- |
|           | (отчёт) | - Стенгс 10′ 50′ 62′ - Виффер 23′ - Копмейнерс 38′ - Гакпо 81′ |

| Греция                          | 2:2     | Франция                  |
| ------------------------------- | ------- | ------------------------ |
| - Бакасетас 56′ - Иоаннидис 61′ | (отчёт) | - Муани 42′ - Фофана 74′ |

## Бомбардиры
Примечание: В скобках указано, сколько голов из общего числа забито с пенальти.
9 голов
- Килиан Мбаппе (3)

5 голов
- Йоргос Масурас

3 гола
- Ваут Вегхорст
- Оливье Жиру

2 гола
- Анастасиос Бакасетас (1)
- Константинос Мавропанос
- Адам Айда (1)
- Натан Аке
- Коди Гакпо (1)
- Кингсли Коман
- Маркус Тюрам

1 гол
- Димитриос Пелкас
- Манолис Сиопис
- Йоргос Якумакис
- Майкл Джонстон
- Нейтан Коллинз
- Эван Фергюсон
- Мартен де Рон
- Мемфис Депай
- Квилиндси Хартман
- Антуан Гризманн
- Усман Дембеле
- Варрен Заир-Эмри
- Жонатан Клосс
- Рандаль Коло Муани
- Бенжамен Павар
- Адриан Рабьо
- Дайо Упамекано
- Юссуф Фофана
- Орельен Чуамени

Автоголы
- Аймен Муэли (в матче против  Франции)
- Итан Сантос (в матче против  Франции)

## Дисквалификации
Игрок получает дисквалификацию на 1 матч за следующие нарушения:
- Красная карточка (отстранение за красную карточку может быть продлено за грубые нарушения).
- 3 жёлтые карточки в 3-х разных матчах, а также 5-я и каждая последующая жёлтая карточка (дисквалификация за жёлтую карточку не переносится на плей-офф, основной турнир или любые другие международные матчи).

| Футболист               | Команда   | Нарушения                          | Пропущенные матчи                    |
| ----------------------- | --------- | ---------------------------------- | ------------------------------------ |
| Лиам Уокер              | Гибралтар | против Нидерландов (27 марта 2023) | против Франции (16 июня 2023)        |
| Мэтт Доэрти             | Ирландия  | против Греции (16 июня 2023)       | против Гибралтара (19 июня 2023)     |
| Константинос Мавропанос | Греция    | против Франции (19 июня 2023)      | против Нидерландов (7 сентября 2023) |